# Massimo Donati (ciclista)
Massimo Donati (Santa Maria a Monte, 18 gennaio 1967) è un ex ciclista su strada italiano, professionista dal 1993 al 2002.

## Palmarès

### Strada
- 1988 (dilettanti)

Gran Premio Chianti Colline d'Elsa
Trofeo Alvaro Bacci
Trofeo Nicola Pistelli
G.P. Industria, Commercio ed Artigianato - Vignole di Quarrata
- 1989 (dilettanti)

Giro delle Valli Aretine
Gran Premio Montanino
- 1990 (dilettanti)

Gran Premio Industrie del Marmo
Gran Premio Chianti Colline d'Elsa
Coppa Caduti - Puglia di Arezzo
Giro del Montalbano
- 1991 (dilettanti)

Trofeo Pigoni e Miele
Coppa Ciuffenna
Giro del Montalbano
- 1992 (dilettanti)

Freccia dei Vini
Firenze-San Patrignano
Piccola Tre Valli Varesine
- 1994 (Mercatone Uno, una vittoria)

6ª tappa Volta Ciclista a Catalunya (Martorell > Martorell)
- 1995 (Mercatone Uno, due vittorie)

1ª tappa Settimana Ciclistica Bergamasca (Cisano Bergamasco)
Gran Premio Sanson
- 1996 (Saeco, una vittoria)

2ª prova Trofeo dello Scalatore
- 1998 (Saeco, cinque vittorie)

4ª tappa Österreich-Rundfahrt (Therme Geinberg > Sankt Johann/Alpendorf)
1ª prova Trofeo dello Scalatore (Biella > Oropa)
3ª prova Trofeo dello Scalatore (Verbania > Premeno)
Classifica generale Trofeo dello Scalatore
2ª tappa Giro di Puglia (Trani > Alberobello)
- 1999 (Vini Caldirola, tre vittorie)

3ª prova Trofeo dello Scalatore (Premeno)
Gran Premio Città di Camaiore
Coppa Agostoni
- 2000 (Vini Caldirola, due vittorie)

Tre Valli Varesine
1ª prova Trofeo dello Scalatore (Triora > Colle di Nava)
- 2001 (Tacconi Sport, una vittoria)

Giro del Lazio

#### Altri successi
- 1993 (Mercatone Uno)

Classifica giovani Volta a la Communidad Galega

## Piazzamenti

### Grandi Giri
- Giro d'Italia

1995: non partito (13ª tappa)
1996: 48º
1997: 38º
1999: 47º
2000: 53º
- Tour de France

1995: 72º
1996: 70º
1998: 50º
2002: non partito (17ª tappa)
- Vuelta a España

1993: ritirato (16ª tappa)
1994: 46º

### Classiche monumento
- Milano-Sanremo

1999: 70º
- Liegi-Bastogne-Liegi

1999: ritirato
2000: 73º
2001: 35º
2002: 62º
- Giro di Lombardia

1994: 54°
1999: ritirato
2001: ritirato

### Competizioni mondiali
- Campionati del mondo

Valkenburg 1998 - In linea Elite: ritirato
Verona 1999 - In linea Elite: 38º